# 고승제
고승제(高承濟, 1917년 2월 5일~1995년 12월 1일)는 대한민국의 경제학자이다. 본관은 제주(濟州)이다.

## 생애
함경남도 홍원군 출신이다. 1931년 3월에 함경남도 삼호공립보통학교, 1936년 3월에 함흥공립농업학교를 졸업하고 일본에 유학했다. 1936년 4월부터 1937년 3월까지 메이지가쿠인 영문과에 재학했고 1937년 4월부터 1939년 3월까지 니혼 대학 예과에 재학했다.
1939년 4월부터 1941년 12월까지 릿쿄 대학 경제학과를 졸업했고 1942년 3월부터 1943년 7월까지 야마자키(山崎) 경제 연구소, 1943년 8월부터 1945년 5월까지 도요(東洋) 경제 연구소에서 연구원으로 근무했다. 도요 경제 연구소 연구원으로 재직하면서 《매일신보》, 《국민문학》, 《조광》에 일본 제국의 대동아 공영권 정책, 전시 통제 경제 정책, 징병제 실시 등을 지지하고 조선인들이 태평양 전쟁에 협조할 것을 독려하는 논설을 게재했다. 이러한 행적으로 인해 2008년 민족문제연구소가 친일인명사전에 수록하기 위해 정리한 친일인명사전 수록예정자 명단 중 교육/학술 부문에 선정되었다.
1945년 9월부터 1949년 6월까지 연희전문학교 부교수를, 1950년 3월부터 1957년 6월까지 고려대학교 정경대학 교수를 지냈고, 1951년 9월부터 1957년 6월까지 동국대학교 법정대학 교수를 지냈다. 1954년 5월부터는 대한민국학술원 회원이 되었으며, 1950년 5월부터 1961년 1월까지 서울대학교 상과대학 교수를 지냈다.
대한민국 제1공화국 시대부터 정부 정책의 자문역을 맡아오다가 1961년 2월부터 1963년 4월까지 미국 컬럼비아 대학교 경제학부 연구 교수를 지냈다. 1963년 5월부터 1964년 8월까지 펜실베이니아 대학교 사학부 연구 교수를, 1964년 9월부터 1967년 12월까지 시카고 대학교 연구 교수를 지냈다.
1973년 4월부터 1977년 4월까지 한국개발연구원 이사 겸 이사장을 역임했으며, 1976년 12월부터 1981년 1월까지 한국경제학회 이사를 역임했다. 1979년 2월부터 1982년 3월까지 한양대학교 교수 겸 초대 행정대학원장을 역임했고, 1981년 1월부터 1983년 3월까지 한국경제학회 회장과를 지냈다.
주요 연구 분야는 한국경제사이다. 저서로 《한국경제론》(1956년), 《한국금융사연구》(1970년), 《한국근대화론》(1976년) 등이 있다. 말년에는 정약용 연구에 몰두하여 《다산을 찾아서》(1994년)를 펴냈다. 1969년에 대한민국학술원상을 수상했고, 1970년에는 국민훈장 동백장을 받았다.

## 학력
- 일본 릿쿄 대학교 경제학과 학사
- 서울대학교 상과대학 경제학과 학사
- 서울대학교 대학원 (경제학 석사, 경제학 박사)

## 주요 기고문
- 〈경제의 이론과 윤리〉 (매일신보, 1940년 9월 8일)
- 〈학생과 정치〉 (매일신보, 1940년 9월 15일)
- 〈현대인의 과제〉 (매일신보, 1940년 11월 3일)
- 〈신청년의 방향〉 (매일신보, 1940년 11월 24일)
- 〈시대의 이념〉 (매일신보, 1940년 12월 22일)
- 〈신문화의 창조〉 (인문평론, 1941년 2월호)
- 〈경제와 인생〉 (매일신보, 1941년 2월 9일)
- 〈전시 최저 생활의 문제〉 (국민문학, 1942년 2월호)
- 〈국민 최저 생활의 제 문제〉 (매일신보, 1942년 1월 14일)
- 〈문화 정책의 이상(文化政策の理想)〉 (국민문학, 1942년 10월호)
- 〈대동아 건설의 윤리〉 (매일신보, 1942년 10월 13일)
- 〈전시 생활의 과제〉 (춘추, 1943년 2월호)
- 〈대동아 문화의 창조(大東亞文化の創造)〉 (국민문학, 1943년 3월호)
- 〈전시 경제의 과제〉 (춘추, 1943년 3월호)
- 〈문화인의 감격과 기쁨 - 감격과 반성〉 (매일신보, 1943년 8월 6일)
- 〈식량의 국가 관리〉 (조광, 1943년 9월)
- 〈생활과 전력(戰力)〉 (매일신보, 1945년 3월 5일)

## 같이 보기
- 조선언론보국회
- 한국개발연구원
- 한국경제학회

## 참고 자료
- 민족문제연구소 (2009). 〈고승제〉. 《친일인명사전 1 (ㄱ ~ ㅂ)》. 서울. 149 ~ 150쪽.
- 고승제 - 대한민국학술원